# Wahlenbergia pseudoandrosacea
Wahlenbergia pseudoandrosacea är en klockväxtart som beskrevs av Wilhelm Georg Baptist Alexander von Brehmer. Wahlenbergia pseudoandrosacea ingår i släktet Wahlenbergia och familjen klockväxter. Inga underarter finns listade i Catalogue of Life.